# 宮本陽一郎
宮本 陽一郎（みやもと よういちろう、1955年8月7日 - ）は、日本の英米文学者。筑波大学名誉教授で、放送大学教授。

## 略歴
東京都生まれ。父は英文学者の宮本陽吉、母方の祖父は画家の宮本三郎。
1978年東京大学文学部英文科卒、1981年同大学院修士課程修了、1985年から1986年コーネル大学に学ぶ。成蹊大学講師、助教授、筑波大学助教授、教授。2017年に筑波大学を退職し、放送大学客員教授、2018年放送大学教授、2024年4月に放送大学特任教授となる。筑波大学名誉教授。
2001年「モダンの黄昏 1930年代アメリカ合衆国にみる帝国主義文化の改体とポストモダニズムの生成」で筑波大学文学博士。現代アメリカ小説が専門。

## 著書
- 『モダンの黄昏 帝国主義の改体とポストモダニズムの生成』（研究社） 2002
- 『アトミック・メロドラマ 冷戦アメリカのドラマトゥルギー』（彩流社） 2016
- 『英語で読む大統領演説』（放送大学教育振興会） 2020

### 共編
- 『知の版図 知識の枠組みと英米文学』（鷲津浩子共編、悠書館） 2007
- 『アメリカの芸術と文化』（佐藤良明共編、放送大学教育振興会、放送大学教材） 2019
- 『映画芸術への招待』（野崎歓共編、放送大学教育振興会、放送大学教材） 2025

## 翻訳
- 『オクトーバー・ライト』（ジョン・ガードナー、集英社） 1987
- 『いつわり』（フィリップ・ロス、集英社） 1993
- 『中間航路』（チャールズ・ジョンソン、早川書房） 1995

## 論文
- ＜宮本陽一郎